# Murcia (vino)
Murcia es una indicación geográfica protegida, utilizada para designar los vinos de la tierra elaborados con uvas producidas en las zonas vitícolas de la Región de Murcia, España, y que cumplan unos requisitos determinados. Los vinos designados con esta indicación geográfica proceden exclusivamente de viñedos inscritos en el Registro Vitícola de la Comunidad Autónoma de la Región de Murcia e incluidos en las zonas de producción de las Denominaciones de Origen Bullas, Jumilla y Yecla, así como de los vinos con derecho a las indicaciones geográficas Abanilla y Campo de Cartagena.
Los tipos de vinos acogidos a la indicación geográfica Murcia son: vinos de mesa, vinos de licor, vinos de uva sobremadura y vinos de aguja. Esta indicación geográfica fue reglamentada en 2009.

## Variedades de uva
- Recomendadas: Airén, Garnacha Tinta, Merseguera, Monastrell, Moscatel de Alejandría, Pedro Ximénez, Tempranillo o Cencibel, Verdil, Viura o Macabeo.
- Autorizadas: Bonicaire, Cabernet Sauvignon, Chardonnay, Forcallat Blanca, Forcallat Tinta, Garnacha Tintorera, Malvasía, Merlot, Moravia Dulce o Crujidera, Moscatel de Grano Menudo, Petit Verdot, Sauvignon Blanc, Syrah, y Viognier.